# 佐々木敏
佐々木 敏（ささき びん、1942年7月31日 - ）は、日本の俳優、声優。岩手県出身。円企画に所属。

## 来歴
早稲田大学文学部中退。1967年に現代演劇協会附属演劇学校に入学。その後劇団雲に入団、1975年から演劇集団 円に所属。

## 人物
声種はハイバリトン。
特技は岩手弁。
洋画吹き替えではジェフリー・デマンやリチャード・ジェンキンスなどを多く担当している。

## 出演作品（俳優）

### テレビドラマ
- 火曜日の女シリーズ「ガラス細工の家」（1973年、日本テレビ・ユニオン映画）
- 子連れ狼（1973年、日本テレビ・ユニオン映画）
- 大空港（フジテレビ・松竹）
  - 第56話「爆走刑事登場 東京大スキャンダル」（1979年）
  - 第69話「狙撃者の墓標 冬枯れの街よ友を優しく弔え!」（1980年） - 国際政経調査会構成員
- 噂の刑事トミーとマツ 第2シリーズ 第8話「漁港の決闘! 決ったトミーの鯨突き」（1982年、TBS・大映テレビ） - 財布をネコババした女の亭主
- 闇を斬れ 第12話「この世の見納め生き観音」（1981年、関西テレビ・松竹） - 岡部
- スチュワーデス物語 第10話「娘は度胸よ！！」（1983年、TBS・大映テレビ） - 日本航空専門教官
- 新ハングマン 第14話「海女の刑・女体を密輸する逃がし屋」（1983年、ABC・松竹芸能） - 出版編集者
- ニュードキュメンタリードラマ昭和 松本清張事件にせまる 第11話「佐分利公使の怪死事件」（1984年、テレビ朝日・国際放映）
- 少女に何が起こったか 第5話（1985年） - 医師
- 太陽にほえろ!（日本テレビ・東宝）
  - 第648話「検視官ドック」（1985年）
  - 第706話「ボス、任せてください!」（1986年） - レストランマネージャー
- 女ふたり捜査官 第9話「プロポーズの甘いワナ」（1986年、ABC・テレパック）
- 私鉄沿線97分署 第82話「アシタバ摘んで罪つんで」（1986年） - 予備校職員
- 大河ドラマ（NHK）
  - 春日局 - 茶屋四郎次郎
  - 太平記 - 淵辺義博
  - 信長 KING OF ZIPANGU - 佐野屋
  - 徳川慶喜 - 安藤信睦
- はぐれ刑事純情派 第1シリーズ「ニセ詩人の罪と罰」（1988年、テレビ朝日系・東映）
- 火曜サスペンス劇場（日本テレビ系）
  - 「虹色の殺人」（1988年10月、松竹）
  - 「松本清張作家活動40年記念スペシャル・ゼロの焦点」（1991年7月、近代映画協会） - 横田英夫
  - 「弁護士・高林鮎子
    - 第8作（1990年） - 橋本刑事部長 役
    - 第13（1993年）

  - 「松本清張スペシャル・喪失の儀礼」（1994年1月、松竹） - 救急車班長
  - 「九門法律相談所」
  - 「刑事・鬼貫八郎」
  - 「わが町」
  - 「松本清張スペシャル・内海の輪」（2001年3月、C.A.L）
- 土曜ワイド劇場（ANB系）
  - 「松本清張サスペンス・黒い空」（1990年、松竹）
  - 「タクシードライバーの推理日誌」
  - 「森村誠一の終着駅シリーズ 死刑台の舞踏・華やかな結婚式に殺人の祝福が…盗み撮りされた美しい獲物!」
  - 「“繭の密室”連続殺人事件」（1998年） - 前島隆一
- 七人の女弁護士 第1シリーズ 第3話「古都金沢・加賀友禅殺人事件 罠に落ちた人妻」（1991年、ANB系・PDS）
- 金曜ドラマシアター（CX系）
  - 「松本清張作家活動40周年記念企画・波の塔」（1991年5月、共同テレビ）
- 刑事・野呂盆六・1「完全犯罪の女」（1993年、TBS / 国際放映）
- 幸福の予感（1996年、フジテレビ系・東海テレビ）
- 踊る大捜査線（1997年、CX）- 警視庁刑事部長
- はみだし刑事情熱系 PART5 第11話「死者が仕掛けた爆弾 涙のタイムリミット」（2000年、テレビ朝日） - 阿久津秀一郎 役
- 御家人斬九郎 第5シリーズ 第1話「迷惑な忠義者」（2001年、フジテレビ系・映像京都） - 船津屋

### 映画
- 国会へ行こう!（1993年、東宝）

### 舞台
- アンドロマック
- インナーチャイルド
- 夏の夜の夢
- まちがいつづき（ソライナス）
- 夜叉ヶ池（伝吉）

## 出演作品（声優）

### テレビアニメ
1999年
- カウボーイビバップ（エルロイ）

2000年
- 金田一少年の事件簿（藍沢優、水城龍之臣〈ヤム〉）
- 幻想魔伝 最遊記（三仏神、ナレーション）

2003年
- ウルトラマニアック（仁菜の祖父）
- ふたつのスピカ（万里香の父）

2004年
- GANTZ（鈴木吾郎）

2005年
- ジパング（米内光政）

2008年
- ルパン三世 sweet lost night 〜魔法のランプは悪夢の予感〜（アイヒマン）

2009年
- ゴルゴ13（アラン）

2010年
- HEROMAN（大統領）
- 名探偵コナン（2010年 - 2013年、葛城健三、和泉治三郎）

2011年
- うさぎドロップ（憲一）
- メタルファイト ベイブレード 4D（ユウキの祖父）

2012年
- エウレカセブンAO（エンドウ）

2013年
- ぎんぎつね（乙松）
- サザエさん（アベカワ）

2015年
- すべてがFになる THE PERFECT INSIDER（弓永富彦）

2017年
- 血界戦線 & BEYOND（マグラ・ド・グラナ）

### 劇場アニメ
- 幕末のスパシーボ（1997年、筒井肥前守）
- 夢かける高原 清里の父 ポール・ラッシュ（2002年、トイスラー博士[9]）
- 河童のクゥと夏休み（2007年、部長）
- とある飛空士への追憶（2011年、ロペス[10]）
- ハーモニー（2015年、老人[11]）
- EUREKA/交響詩篇エウレカセブン ハイエボリューション（2021年、エンドウ[12]）

### OVA
- 銀河英雄伝説外伝 叛乱者（2000年、アデナウアー）
- 装甲騎兵ボトムズ ペールゼン・ファイルズ（2007年、軍警司令）

### ゲーム
- ローグギャラクシー（2005年、ラウル神父、角王）
- バテン・カイトスII 始まりの翼と神々の嗣子（2006年、バアルハイト）
- ぼくのなつやすみ3 -北国編- 小さなボクの大草原（2007年、吉本正助）
- ローグギャラクシー ディレクターズカット（2007年、ラウル神父、角王）
- HEAVY RAIN 心の軋むとき（2010年、マンフレッド）
- ドラゴンクエストVIII 空と海と大地と呪われし姫君（2015年、法皇）

### 吹き替え

#### 担当俳優
ジェフリー・デマン
- アフェア2 情事の行方（Dr.ヘンリー）
- X-ファイル ザ・ムービー（ベン・ブロンシュワイグ）※テレビ朝日版
- グリーンマイル（ハリー・ターウィルガー）※ソフト版
- バーン・アフター・リーディング（整形外科医）
- マジェスティック（アーニー・コール町長）
- ミスト（ダン・ミラー）

ビル・ナイ
- アガサ・クリスティー 無実はさいなむ（レオ・アーガイル）
- あるスキャンダルの覚え書き（リチャード・ハート）
- ナイロビの蜂（バーナード・ペレグリン）

ボー・ブリッジス
- スターゲイト SG-1（ハンク・ランドリー）
- スターゲイト 真実のアーク（ハンク・ランドリー将軍）
- スターゲイト コンティニュアム ザ・ムービー（ハンク・ランドリー将軍）
- ブラザーズ&シスターズ（ニック・ブロディ）

リチャード・ジェンキンス
- シー・オブ・ラブ（グルーバー）※テレビ東京版
- Shall We Dance?（ディヴァイン探偵）※ソフト版
- 親愛なるきみへ（タイリーの父）
- 扉をたたく人（ウォルター・ヴェイル）
- ヒマラヤ杉に降る雪（アート・モラン保安官）

#### 映画
- アークエンジェル（フランク・エーデルマン）
- アート・オブ・ウォー（ダグラス・トーマス〈ドナルド・サザーランド〉）※ソフト版
- アイ・アム・サム（ジョー）※ソフト版
- アイズ ワイド シャット
- 愛と哀しみの果て（ベルフィールド総督）※ソフト版
- アガサ・クリスティーの奥さまは名探偵（アネット弁護士 / セヴィニエ）
- あなたになら言える秘密のこと（ディミトリ）
- アナライズ・ユー（マシエロ）
- 姉のいた夏、いない夏。
- アメイジング・スパイダーマン（ベン・パーカー〈マーティン・シーン〉）
- アメリ
- アラモ（ウィリアム・ワード〈レオン・リッピー〉）
- アローン・イン・ザ・ダーク（ライオネル・ハジェンズ博士）
- アンコール!!（アーサー〈テレンス・スタンプ〉）
- イースタン・プロミス（ユーリ）
- イギリスから来た男（ジム・エイヴリー〈バリー・ニューマン〉）
- イザベル・アジャーニの惑い（アドルフの父〈ジャン＝マルク・ステーレ〉）
- イン・ザ・ベッドルーム
- インタビュー・ウィズ・シリアルキラー（ダウニング警部補）
- インディ・ジョーンズ/最後の聖戦（老騎士〈ロバート・エディソン〉）※新ソフト版
- インデペンデンス・デイ（指揮官〈ダン・ラウリア〉）※テレビ朝日版
- 陰謀のターゲット（ジャレド・トルソン〈ロバート・ロッジア〉）
- ウインドトーカーズ（メリッツ少佐〈ジェイソン・アイザックス〉、ホリングス大佐）※ソフト版
- 美しき運命の傷痕（ルイ〈ジャン・ロシュフォール〉）
- エアフォース・ワン（ノースウッド将軍〈ビル・スミトロヴィッチ〉）※ソフト版
- 英雄 国姓爺合戦（何斌）
- エクソシスト（トム）※日本テレビ版
- エクソシスト トゥルー・ストーリー（ヒューム大司教〈クリストファー・プラマー〉）※ソフト版
- エニグマ（レヴァレット警部補）
- エネミー・ライン（ロカル司令官〈オレク・クルパ〉）※ソフト版
- えびボクサー（ブル〈パット・ローチ〉）
- エミリー・ローズ
- オーメン（ブーゲンハーゲン〈マイケル・ガンボン〉）
- 男たちの挽歌（ユー社長）※ソフト版
- 踊るマハラジャ★NYへ行く（ラスティの父）
- 怪獣大決戦ヤンガリー（ジャック・トーマス〈デニス・ハワード〉）
- カルテット! 人生のオペラハウス（レジー・パジェット〈トム・コートネイ〉）
- 黄色い老犬（ジム・コーチ）
- キング・コング（マニー）
- キングスマン（アーサー〈マイケル・ケイン〉）
- クライシス・オブ・アメリカ（トーマス・ジョーダン〈ジョン・ヴォイト〉）
- グランド・クロス ドゥームズデイ・プロフェシー（スレイト将軍〈アラン・デイル〉）
- グランドフィナーレ（フレド・バリンジャー〈マイケル・ケイン〉）
- クリスマスキューピッド
- クリフハンガー（フランク〈ラルフ・ウェイト〉）※BSジャパン版
- クレイドル・ウィル・ロック（グレイ・マザーズ〈フィリップ・ベイカー・ホール〉）
- 黒の怨（ヘンリー警部）
- ゲーム（サム・サザーランド〈ピーター・ドゥナット〉）※テレビ朝日版
- ゲット スマート（チーフ〈アラン・アーキン〉）※ソフト版
- コーラス
- 恋するための3つのルール（ヴィトー・グラツィオージ〈バート・ヤング〉）
- 恋のクリスマス大作戦（ドゥー・ダーの代役）
- ゴッドファーザー PART II（パット・ギアリー上院議員〈G・D・スプラドリン〉）※DVD版
- サイキック・ターゲット（ホールデン〈マルコム・マクダウェル〉）
- ザ・ディスカバリー（ハーバー〈ロバート・レッドフォード〉）
- ザ・ディレクター ［市民ケーン］の真実（ウィリアム・ランドルフ・ハースト〈ジェームズ・クロムウェル〉）
- ザ・ニンジャ（クレイ）
- サラの鍵（エドゥアール・テザック〈ミシェル・デュショソワ〉）
- サンダーバード6号（新世界航空社長）※DVD版
- 幸せのきずな（クリス・フィンリー）
- JSA（ブルーノ・ボッタ将軍）※ソフト版
- ジェラティノス（モーガン保安官）
- 7月4日に生まれて（大佐〈デイル・ダイ〉、牧師〈R・D・コール〉、医師〈ボブ・ガントン〉、ビリヤードの男〈ボー・スター〉）※DVD版
- 十戒（ファラオ、アロン〈ジョン・キャラダイン〉）※テレビ朝日版
- シックス・デイ（ウィアー博士〈ロバート・デュヴァル〉）※ソフト版
- シモーヌ（フランク・ブランド〈スタンリー・アンダーソン〉）
- シャーロック・ホームズ（タナー船長〈クライヴ・ラッセル〉、フィリップ大尉）※ソフト版
- ジャスト・マリッジ（ベルナルド・サルヴィアティ）
- 17歳のカルテ（クランブル医師〈カートウッド・スミス〉）
- ジュラシック・パークIII（ユデスキー〈マイケル・ジェッター〉）
- ジョーズ・アタック2（ドナルド・ウエスト博士〈ウィリアム・バーガー〉）
- ジョニー・イングリッシュ（司祭）※劇場公開版
- ジョンQ -最後の決断-（フランク・グライムズ警部補〈ロバート・デュヴァル〉）※ソフト版
- 真実（ピエール）
- スウィート・ノベンバー（エドガー・プライス〈フランク・ランジェラ〉）
- スコーピオン・キング（フィロス〈バーナード・ヒル〉）※ソフト版
- スタートレックVI 未知の世界（ゴルコン総裁〈デビッド・ワーナー〉）※新ソフト版
- スティグマータ 聖痕（ダニエル・ハウスマン枢機卿〈ジョナサン・プライス〉）
- スパイダーマン3（ジョージ・ステーシー警部〈ジェームズ・クロムウェル〉）
- スペースバンパイア（大佐）※テレビ朝日新録版
- スリング・ブレイド（ジェリー・ウールリッジ院長）
- 聖杯たちの騎士（ジョセフ〈ブライアン・デネヒー〉）
- セッション（ジム・ニーマン〈ポール・ライザー〉）
- セブン（ビアズリー医師〈リチャード・ポートナウ〉）※テレビ朝日版
- セブンソード（フー・チンジュ〈ラウ・カーリョン〉）
- セルラー（ボブ巡査部長〈ウィリアム・H・メイシー〉）※ソフト版
- ゾディアック（チャールズ・ティエリオ〈ジョン・テリー〉）
- ダークネス（ヴィリャロボス）
- ダイ・ハード4.0（スクラビーノ〈クリス・エリス〉）
- タイムライン（ベイカー）
- 奪還 DAKKAN -アルカトラズ-
- 007 ダイ・アナザー・デイ（ラオール）※ソフト版
- 007 スカイフォール（ホール）
- タロス・ザ・マミー/呪いの封印（リチャード・タークル博士〈クリストファー・リー〉）
- チェンジリング（ジェームズ・E・デーヴィス市警本部長〈コルム・フィオール〉）
- チョイス!（グリーンリーフ〈デニス・ホッパー〉）
- 沈黙の追撃（アリアン・レイダー）
- D-TOX（マッケンジー〈ロバート・プロスキー〉）※テレビ東京版
- デイ・アフター 首都水没（キース・ホプキンズ気象局局長〈ナイジェル・プラナー〉[14]）
- デイ・アフター・トゥモロー（デニス）※ソフト版
- テイキング・ライブス（ルクレア〈チェッキー・カリョ〉）※ソフト版
- ディボース・ショウ（レックス・レックスロス〈エドワード・ハーマン〉）
- ティモシーの小さな奇跡（ジョセフ・クラドスタッフ〈ジェームズ・レブホーン〉）
- デイライト（ノーマン・バセット〈バリー・ニューマン〉）※テレビ朝日版
- デッドマンソルジャーズ（パークス大佐）
- 天国からきたチャンピオン 2002（キーズ〈ユージン・レヴィ〉）
- 天使と悪魔（エブナー、ペトロフ〈エリヤ・バスキン〉）
- ドリーマーズ（ジャン＝ピエール・レオ）
- ドリームキャッチャー
- ナイト・オブ・ゴッド（ジョヴァンニ〈カルロ・デッレ・ピアーネ〉）
- ナイト・オブ・ザ・スカイ（ブキャナン将軍）
- 2012（トーマス・ウィルソン大統領〈ダニー・グローヴァー〉）
- にんじん（ピエール・ルピック〈リシャール・ボーランジェ〉）
- ノー・マンズ・ランド（ソフト大佐〈サイモン・キャロウ〉）
- ハービー/機械じかけのキューピッド
- バーン・アフター・リーディング（CIAの上官〈J・K・シモンズ〉）
- パウダー（ダグ・バーナム保安官〈ランス・ヘンリクセン〉）
- 伯爵夫人（ハドソン）※ソフト版
- パスポート to パリ（エドワード〈ピーター・ホワイト〉）
- バッドガイ 反抗期の中年男（ウィリアム・ボウマン博士〈フィリップ・ベイカー・ホール〉）
- バットマン ビギンズ（ホームレス〈ラデ・シェルベッジア〉）※劇場公開版
- バトル・ライダー（ホワイト・ディア〈オーガスト・シェレンバーグ〉）
- ハプニング
- ハリウッドランド（チェスター・シンクレア、ジェームズ・インゲルマン）
- パンドラ・プロジェクト（サム・デイヴィス〈スティーヴ・フランケン〉）
- ビバ!マリア（ディオジーヌ）※TBS新録版
- ヒロイック・デュオ 英雄捜査線
- ファイト・クラブ（ジェイコブス警察署長）※ソフト版
- フォー・ウェディング
- ふたりの5つの分かれ路（ベルナール〈マイケル・ロンズデール〉）
- ブラザー・サン シスター・ムーン（教皇〈アレック・ギネス〉）
- ブラッドレイン（ケイガン〈ベン・キングズレー〉）
- PLANET OF THE APES/猿の惑星（カール・ヴァシッチ司令官〈クリス・エリス〉）※ソフト版
- ブリジット・ジョーンズの日記（ダーシー提督）
- ブリジット・ジョーンズの日記 きれそうなわたしの12か月（ダーシー提督）
- ブリッジ・オブ・スパイ（ルドルフ・アベル〈マーク・ライランス〉）
- フルメタルポイント（ハガティ司令官〈ニック・テイト〉）
- ブレーキ・ダウン（カルホーン銀行頭取〈トーマス・コパッチ〉）※日本テレビ版
- プレステージ（ニコラ・テスラ〈デヴィッド・ボウイ〉）
- ブロンドと柩の謎（ダニエル・グッドマン）
- ペイチェック 消された記憶（ブラウン司法長官）※テレビ朝日版
- 北京ヴァイオリン（リウ）
- ベル ある伯爵令嬢の恋（マンスフィールド卿〈トム・ウィルキンソン〉）
- ボーダータウン 報道されない殺人者（ジョージ・モーガン〈マーティン・シーン〉）
- ホット・ファズ -俺たちスーパーポリスメン!-（トム・ウィーバー〈エドワード・ウッドワード〉）
- ポリーmy love（アーヴィング・フェファー〈ボブ・ディッシー〉）
- ホルテンさんのはじめての冒険（オッド・ホルテン）
- ホワイト・インフェルノ（ブラッド・フィンリー）
- ボン・ヴォヤージュ 運命の36時間（アレックス・ウィンクラー〈ピーター・コヨーテ〉）
- マーベル・シネマティック・ユニバース
  - マイティ・ソー/ダーク・ワールド（ティール〈クライヴ・ラッセル〉）
  - シビル・ウォー/キャプテン・アメリカ（ティ・チャカ国王〈ジョン・カニ〉）
  - ブラックパンサー（ティ・チャカ〈ジョン・カニ〉[15]）
- マーリー 世界一おバカな犬が教えてくれたこと（アーニー・クライン〈アラン・アーキン〉）
- マザー・テレサ（パウロ6世）
- マザー・テレサからの手紙（エグザム神父〈マックス・フォン・シドー〉）
- 抹殺者（ペシ枢機卿〈ジョン・ウッド〉）
- マッスルモンク（マン師匠）
- 真夏の夜の夢（イジアス〈バーナード・ヒル〉、ロビン・スターヴェリング〈マックス・ライト〉）
- まぼろし（ジャン・ドリヨン〈ブリュノ・クレメール〉）
- ミート・ザ・ペアレンツ（ラリー・バンクス〈ジェームズ・レブホーン〉[16]）
- 耳に残るは君の歌声（フェリックス〈ハリー・ディーン・スタントン〉）
- ミュージック・オブ・ハート（アイザック・スターン、アーニー）
- 目撃 ※テレビ朝日版
- U.S.シールズ（トラヴィス・パターソン提督）
- ユートピア（サムエル）
- 4人の食卓（カン牧師）
- ラストサムライ（ゼブロン・ガント軍曹〈ビリー・コノリー〉[17]）※テレビ朝日版
- ラスト・ショット（トミー〈トニー・シャルーブ〉）
- ラストダンス（知事〈ジャック・トンプソン〉）
- ラブ & ドラッグ（ジェームズ・ランドール〈ジョージ・シーガル〉）
- 理想の結婚（フィップス〈ピーター・ヴォーン〉）
- リビング・ブラッド（アルバート・アンダーヒル）
- 猟奇的な彼女
- REC:レック/ザ・クアランティン（ユーリ・イワノフ〈ラデ・シェルベッジア〉）
- ローマ法王の休日（ローマ法王 / メルヴィル〈ミシェル・ピコリ〉）
- ロング・エンゲージメント（ピエール＝マリー・ルーヴィエール〈アンドレ・デュソリエ〉）
- 私の愛情の対象（ロドニー〈ナイジェル・ホーソーン〉）
- 私の頭の中の消しゴム（ファン会長）※ソフト版
- ワンダーウーマン（ヘイグ元帥〈ジェームズ・コスモ〉[18]）

#### ドラマ
- アガサ・クリスティー ミス・マープル 復讐の女神（シドニー・ラムリー）
- ER緊急救命室
  - シーズンV #16（マンノン〈ティム・パウエル〉）
  - シーズンVII #5（ゴードン）
  - シーズンVIII #6（エドウイン・ベイン〈ピーター・ヴァン・ノーデン〉）
  - シーズンIⅩ #10（ドリッチ〈ウラジミール・スコマロフスキー〉）
  - シーズンX #2（デビッドソン〈ティム・ケレハー〉）
  - シーズンXII・XIII（アリ〈キム・ストラウス〉）
  - シーズンXIV #19（リック〈マイケル・ガストン〉）
- WITHOUT A TRACE/FBI 失踪者を追え! ファイナル・シーズン #20（ロス・アンダーソン〈マイク・ファレル〉）
- エリザベス1世 〜愛と陰謀の王宮〜（ロペス医師、フランシス・ドレイク提督）
- カシミアマフィア
- カリフォルニケーション シーズン1 #8（アル・ムーディ〈マーク・マーゴリス〉）
- 巌窟王〜モンテ・クリスト伯（ファリア神父〈ジョルジュ・ムスタキ〉）
- 騎馬警官 パイロット版（アンダーヒル）
- 救命医ハンク セレブ診療ファイル（ドクター・アダムス）
- クリミナル・マインド FBI行動分析課
  - シーズン4 #6（Dr.ノーマン〈ブルース・フレンチ〉）
  - シーズン5 #3（ボイド・シュラー判事〈ローレンス・プレスマン〉）
- クローザー シーズン3 #2 #30 シーズン5 #5（ジャック神父〈マーク・ロルストン〉）
- グッド・ワイフ（ハワード・ライマン〈ジェリー・アドラー〉）
- グッド・ファイト（ハワード・ライマン〈ジェリー・アドラー〉）
- 限界戦線（兵団長）
- コールドケース6 #5（ハル・チェイニー〈チャールズ・ネイピア〉）
- ごめん、愛してる（ミン・ヒョンソク〈シン・グ〉）
- THE TUDORS〜背徳の王冠〜（ウルジー枢機卿〈サム・ニール〉）
- ザ・ホワイトハウス（レオ・マクギャリー首席補佐官〈ジョン・スペンサー〉）
- しあわせの処方箋（アーキン先生）
- 新・ヒッチコック劇場 シーズン2 #5（マイケル・ストダード〈エドワード・ハーマン〉）
- スタートレック:ヴォイジャー（アイデン）
- スティーブン・キングの悪魔の嵐（リギンズ牧師）※ソフト版、（ピーター・ゴッドソー、アンディ・ロビーショー）※NHK版
- チャームド 〜魔女3姉妹〜 #3（ビクター〈アンソニー・ジョン・デニソン〉）
- 第一容疑者6 死者の香水（レン・シェルドン）
- デッドゾーン（ジーン・バーディ〈デヴィッド・オグデン・スティアーズ〉）
- 24 -TWENTY FOUR-
  - シーズン1 - 7（アーロン・ピアース〈グレン・モーシャワー〉）
  - シーズン3 - 4（ジョン・キーラー上院議員→大統領〈ジェフ・ピアソン〉）
- TIMELESS/タイムレス #16（老イーサン・ケイヒル〈ブルース・グレイ〉）
- トロイ ザ・ウォーズ（テュンダレオス）
- ナポレオン（タレーラン）
- パパにはヒ・ミ・ツ シーズン2 #10（デイヴ〈イーサン・フィリップス〉）
- 犯罪心理分析官インゲル・ヴィーク〜消えた大統領〜（ハラルド・ボーマン〈ヨハン・ラベウス〉）
- HAWAII FIVE-0 シーズン10 #14（オドネル海兵隊大佐〈マーク・ロルストン〉）
- ファン・ジニ（チョンチュク）
- プリズン・ブレイク（アルド・バローズ〈アンソニー・ジョン・デニソン〉）
- マイ・スイート・メモリーズ（グリアー）
- MAD MEN（バートラム・クーパー〈ロバート・モース〉）
- 名探偵ポワロ カーテン〜ポワロ最後の事件〜（トービー・ラトレル大佐〈ジョン・スタンディング〉）
- THE MENTALIST メンタリストの捜査ファイル シーズン2 #20（アレクサンダー・ハリントン〈ボブ・ガントン〉）
- LAW&ORDER:クリミナル・インテント（ルーカス・コルター）
- LAW & ORDER:性犯罪特捜班（ラムジー弁護士〈ジョセフ・ソマー〉）
- ロイヤル・スキャンダル 〜エリザベス女王の苦悩〜
- 私はラブ・リーガル #4（ジョー・ドブキンズ〈マーク・モーゼス〉）

#### アニメ
- わんわん物語（1989年、ジム・ディア〈リー・ミラー〉）※ブエナ・ビスタ版
- わんわん物語II（2001年、ジム・ディア〈ニック・ジェイムソン〉）
- アトランティス 失われた帝国（2001年）
- サムライジャック（2002年、ジャックの父〈 サブ・シモノ〉）
- ホワット・イフ...?（2021年、ティ・チャカ）

### ドラマCD
- 沈黙の艦隊 ヴァーチャルサウンドムービー（1993年）

### ラジオドラマ
- NHK-FM 青春アドベンチャー「ミヨリの森」（2004年）

### ナレーション
- エンジョイライフ『ルーツを探して』（NHK BS1）

### ボイスオーバー
- 地球ドラマチック『ヘラクレイオン 海に沈んだ古代エジプト都市』（NHK教育）
- ワールドドキュメンタリー（NHK BS1）
- BS世界のドキュメンタリー（NHK BS1）